# Jean Colin (spéléologue)
Pour les articles homonymes, voir Jean Colin et Colin.
Jean Colin (31 octobre 1909 à Lunéville - 11 juin 1971 à Choux) est un spéléologue français.
Il est surtout connu pour son animation de l'exploration spéléologique dans le Haut-Jura pendant 21 ans, de 1950 à 1971.

## Biographie
Jean Colin est né le 31 octobre 1909 à Lunéville (Meurthe-et-Moselle) ; il est décédé en 1971.
Il s'installe à Saint-Claude dans le Jura en 1948 pour raison professionnelle.

## Activités spéléologiques
Dans le domaine de la spéléologie il anime pendant 21 ans, de 1950 à 1971, l'activité spéléologique dans le département du Jura. Il est le rédacteur principal du bulletin L'Écho des cavernes.
Il s'intéresse surtout à la biospéologie. Bien qu'autodidacte, il est considéré comme le spécialiste jurassien dans ce domaine par les biologistes professionnels des universités de Dijon, Lyon ou Genève avec lesquels il collaborait bénévolement.
Il pratique aussi la photographie souterraine et occupe longtemps le poste de vice-président du club des Chasseurs d'images spéléologiques fondé par Jean-René Claudel (°1898 - †1979) à Épinal (Vosges).
En 1965, il fonde avec Jean-Claude Frachon, le Comité départemental de spéléologie du Jura (CDS 39), dont il est le vice-président pendant plusieurs années.

## Œuvres
La liste complète de ses écrits est parue dans Actes et communications du Comité départemental de spéléologie du Jura, 1972 (4), 17 p. On retiendra en particulier :
- Gravures magiques des grottes du Haut-Jura, 1957
- Essai de recensement de la faune cavernicoles du Haut-Jura, 1964
- « Les Chasseurs d'images spéléologiques (activités) », Spelunca 4e série no 4-1964, F.F.S., Paris, 1964, p. 50

On y relève également que :
- En 1966, il crée le premier volume de l'Inventaire spéléologique de France, consacré au département du Jura, édité par le BRGM[2].
- Il rédige 25 poèmes spéléologiques, illustrés de dessins à la plume, publiés en 1975 dans un recueil posthume.

## Distinctions
- Médaille de la jeunesse et des sports en 1957